# Warden (Washington)
Pour les articles homonymes, voir Warden.
Warden est une ville américaine située dans le comté de Grant, dans l'État de Washington. Selon le recensement de 2020, sa population est de 2 449 habitants.